# Jay (Maine)
Pour les articles homonymes, voir Jay.
Jay est une ville située dans l’État américain du Maine, dans le comté de Franklin.

## Population
Selon le recensement de 2000, sa population est de 4 985 habitants. 